# Mildred Fizzell
Ne doit pas être confondu avec Mary Frizzell.
Mildred Fizzell, (parfois erronément Frizzell à la suite d'une confusion avec Mary Frizzell), née le 12 juin 1915 à Toronto où elle meurt le 11 novembre 1993, est une athlète canadienne spécialiste du 100 mètres, médaillée olympique en 1932 à Los Angeles. Elle mesure 1,64 m pour 54 kg.

## Biographie

### Palmarès
| Date | Compétition           | Lieu        | Résultat | Performance |
| ---- | --------------------- | ----------- | -------- | ----------- |
| 1932 | Jeux olympiques d'été | Los Angeles | 2e       | 47 s 0      |

### Records
| Épreuve    | Performance | Lieu | Date |
| ---------- | ----------- | ---- | ---- |
| 100 mètres | 12 s 3      |      | 1933 |